# Franck Essomba
Franck Leopold Essomba Tchoungui (sinh ngày 9 tháng 2 năm 1987 ở Douala) là một cầu thủ bóng đá người Cameroon thi đấu ở vị trí tiền vệ cho FC Mulhouse ở Championnat de France Amateur.

## Sự nghiệp

### Câu lạc bộ
Vào mùa hè năm 2010, anh gia nhập câu lạc bộ Ba Lan Jagiellonia Białystok với bản hợp đồng 1 năm. After 2009-10 season, he was a free agent.